# مایچل (بازیکن فوتبال، زاده ۱۹۸۸)
مایچل (انگلیسی: Míchel؛ زادهٔ ۲۹ ژوئیهٔ ۱۹۸۸) بازیکن فوتبال اهل اسپانیا است.
از باشگاه‌هایی که در آن بازی کرده‌است می‌توان به باشگاه فوتبال هرکولس، باشگاه فوتبال لوانته، باشگاه فوتبال رئال اویدو، باشگاه فوتبال رئال وایادولید، باشگاه فوتبال دپورتیوو لاکرونیا، باشگاه فوتبال ختافه، باشگاه فوتبال والنسیا، و باشگاه فوتبال گوانگ‌ژو سیتی اشاره کرد.
وی همچنین در تیم ملی فوتبال زیر ۲۱ سال اسپانیا بازی کرده‌است.